# فرانسيس ماكنزي (بارون سيفورث الأول)

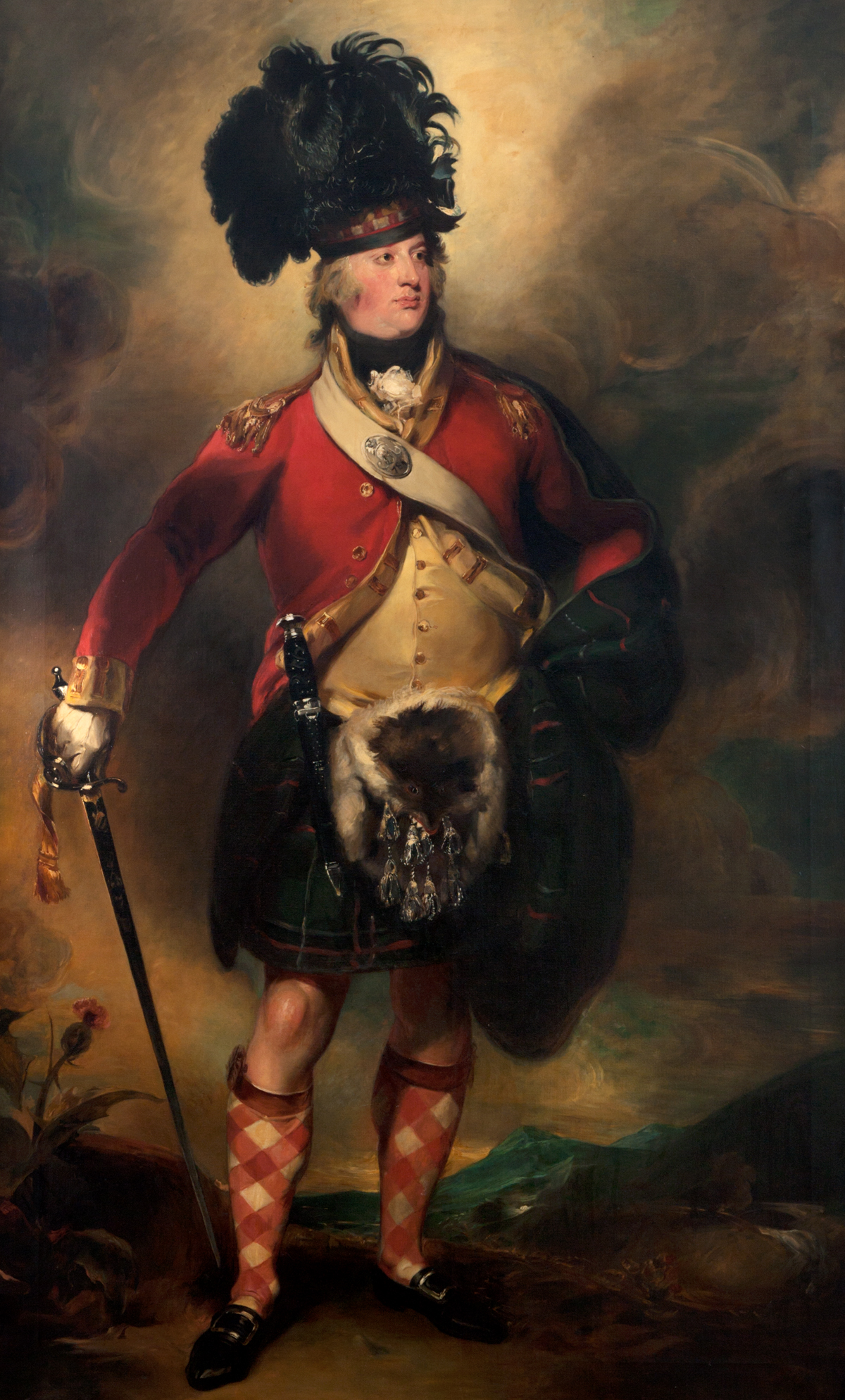
فرانسيس ماكنزي ، بارون سيفورث الأول (9 يونيو 1754 - 11 يناير 1815) ، رئيس عشيرة المرتفعات ماكنزي الذي رفع فوج القدم 78 (المرتفعات) وعمل مرتين كعضو في البرلمان عن روس شاير.

كان «فرانسيس هامبرستون ماكنزي، بارون البحار الأول» يونيو 1754 - 11 يناير 1815) سياسيًا وجنديًا وعالم نباتات بريطانيًا. كان قائد المرتفعات عشيرة ماكنزي، حيث قام برفع شهرة 78 (المرتفعات) فوج القدم.

## النشأة
كان ماكنزي الابن الثاني للرائد ويليام ماكنزي (المتوفي 12 مارس 1770)، الذي كان ابن هون. الكسندر ماكنزي، وحفيد كينيث ماكنزي ، إيرل سيفورث الرابع. كانت والدة فرانسيس ماري، ابنة ووريثة ماثيو هامبرستون من هامبرستون، لينكولنشاير.
عند وفاة أخيه الأكبر العقيد توماس فريدريك ماكنزي هامبرستون في عام 1783، أصبح فرانسيس ماكنزي آخر وريث من الذكور إيرلز سيفورث. عندما كان في الثانية عشرة من عمره، أصيب فرانسيس الحمى القرمزية، مما تسبب في فقدان قدرته على السمع وتقريبا كل قدرته على الكلام. نتيجة لذلك، عُرف باسم ماكنزي الصم  (غيلية ماكنزي الصم).

## الحياة السياسية والعسكرية
من 1784 إلى 1790، ومرة أخرى من 1794 إلى 1796، كان سيفورث عضوًا في البرلمان عن روس-شاير (دائرة البرلمان البريطاني)، مقاطعة روس.
في عام 1787 عرض إنشاء فوج على ممتلكاته ليقوده بنفسه. رفضت الحكومة عرضه الوطني لكنها قبلت خدماته في تجنيد مجندين للرابعين الرابع والسبعين والخامس والسبعين. في 19 مايو 1790 جدد عرضه لكن الحكومة رفضت خدماته مرة أخرى. عندما اندلعت الحرب في عام 1793، عرض للمرة الثالثة، وتم منحه خطاب خدمة لصالحه بتاريخ 7 مارس 1793، مما مكنه من تولي رتبة اللفتنانت كولونيل القائد لرفع كتيبة المرتفعات ليتم تسميتها 78 (المرتفعات) فوج قدم.
تم تعيينه اللورد ملازم روس-شاير وتم ترقيته إلى رتبة نبلاء بريطانيا العظمى كـ "" اللورد سيفورث، بارون ماكنزي "" من كينتايل في مقاطعة روس في 26 أكتوبر 1797. في عام 1798 تم تعيينه عقيدًا في روس شاير فوج الميليشيا.
خدم سيفورث بصفته حاكم بربادوس من عام 1800 إلى 1806، وخلال هذه الفترة قام بإصلاح العبودية في الجزيرة، ووضع حظرًا لقتل العبيد، وخفض التمييز الرسمي ضد السود الأحرار. بصفته حاكمًا لباربادوس، عين سيفورث توماس مودي، خبيرًا في الرياضيات، من عائلة إمبريالية بريطانية متميزة، الذي درس في كلية كودرينجتون،  إلى لجنة مباشرة في المهندسون الملكيون،  الذي أدخلته مودي كملازم في 1806- عُين سيفورث برتبة ملازم عام 1808.

## الحياة المهنية
في عام 1794 تم انتخاب سيفورث زميلًا في الجمعية الملكية لمساهماته في علم النبات. جنس «سيفورثيا» سمي من بعده. في عام 1795، تم انتخابه زميلًا في الجمعية الملكية لإدنبرة، أيضًا كنتيجة لإسهاماته في علم النبات: كان مقدم اقتراحه دانيال روثرفورد، ألكسندر مونرو (سيكوندوس)، وجون بلايفير. كان أيضًا زميلًا في جمعية لينيان، وعمل كمدير استثنائي لجمعية لثالث ملك اسكتلندا ألكسندر الثالث ينقذه كولين فيتزجيرالد من غضب الأيل
في عام 1796، أعطى ماكنزي 1000 جنيه إسترليني إلى السير توماس لورانس بسبب الصعوبات المالية التي واجهها لورانس. رسم لورانس في وقت لاحق صورة كاملة الطول لابنة سيفورث، ماري.
قام اللورد سيفورث بتكليف بنيامين ويست بلوحة «الملك ألكسندر الثالث من اسكتلندا يتم إنقاذها من غضب الأيل بسبب جرأة كولين فيتزجيرالد».

## العائلة
تزوج ماكنزي، 1782، ماري بروبي، ابنة القس المعمدانية بروبي، عميد ليتشفيلد السابع وماري راسل. كانت ماري ابنة أخت جون بروبي، بارون كاريسفورت الأول وأخت القس تشارلز بروبي.
كل أبناء فرانسيس الشرعيين الأربعة ماتوا قبله كما تنبأ براهان السير. ومع ذلك، كان لديه طفل غير شرعي من امرأة محلية في ديميرارا (المعروفة الآن باسم غيانا). ماكنزي لديه العديد من أحفاد هذا الاتحاد.
أبناؤه الشرعيون هم:
- ويليام فريدريك ماكنزي (توفي شابًا)
- جورج ليفسون بوشيرات ماكنزي (توفي شابًا)
- حضرة. وليام فريدريك ماكنزي (توفي عام 1814)، عضو برلمان عن روس-شاير (دائرة البرلمان البريطاني) روس-شاير
- حضرة. فرانسيس جون ماكنزي، ضابط البحرية، RN (توفي غير متزوج عام 1813)
- حضرة. ماري إليزابيث فريدريكا ماكنزي، وريثة والدها، (تزوجت أولاً الأدميرال السير صموئيل هود، وتزوجت الثانية آر تي هون جيمس ألكسندر ستيوارت من جلاسيرتون).
- فرانسيس كاثرين ماكنزي، دي إس بي
- كارولين إليزابيث ماكنزي (قتلت بالخطأ غير متزوجة)
- شارلوت إليزابيث ماكنزي (ماتت غير متزوجة)
- أوغستا آن ماكنزي (توفيت غير متزوجة عام 1856) مدفونة في مقبرة دين
- هيلين آن ماكن